# Jörg Gaedke
Jörg Gaedke (* 18. November 1957 in Berlin) ist ein ehemaliger deutscher Fußballspieler.

## Karriere
Gaedke schaffte 1983 mit dem SC Charlottenburg den Aufstieg in die 2. Bundesliga. In der Saison 1983/84 belegte Gaedke mit Charlottenburg den 18. Tabellenplatz und stieg direkt wieder ab. Gaedke blieb der Zweiten Liga erhalten; er wechselte zum Stadtrivalen Blau-Weiß 90 Berlin. Für die Blau-Weißen bestritt er bis 1989 insgesamt 147 Spiele in der ersten und zweiten Bundesliga, in denen er 33 Treffer erzielen konnte. Zu seinen größten Erfolgen gehörte der Aufstieg in die Bundesliga in der Saison 1985/86. In seiner ersten und einzigen Saison im Oberhaus des deutschen Fußballs spielte Gaedke 32-mal und erzielte ein Tor. Dem direkten Wiederabstieg in der Saison 1986/87 folgten zwei Jahre in der Zweiten Liga, ehe Gaedke zum Drittligisten Hertha Zehlendorf wechselte, für den er ab Oktober 1989 spielberechtigt war und mit dem er 1989/90 Vizemeister der Oberliga Berlin wurde.